# Curea de transmisie

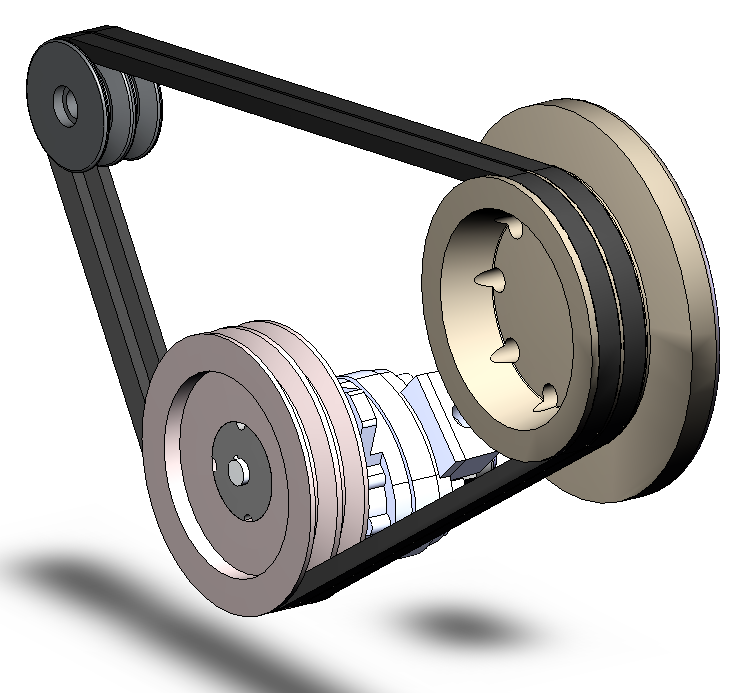
Cuplu de două curele trapezoidale

Cureaua de transmisie este o bandă continuă flexibilă și rezistentă, cu ajutorul căreia se transmite mișcarea de rotație și puterea corespunzătoare, de la un arbore la altul, prin intermediul roților de curea (roata conducătoare și roata condusă, iar uneori și roți de conducere). Curelele se confecționează de obicei din piele, bumbac, cânepa, păr de cămilă, cauciuc cu inserții de pânza. Uneori sunt folosite curele multiple, înguste, de formă trapezoidală, confecționate din cauciuc cu inserții de pânza, așezate pe roți care au la periferie caneluri cu profilul curelei.
Suprafețele de contact pentru transmiterea puterii sunt flancurile curelelor trapezoidale, respectiv dinții, în cazul curelelor sincrone.

## Clasificare
- Curele de transmisie trapezoidale clasice
- Curele de transmisie trapezoidale înguste
- Curele de transmisie trapezoidale canelate
- Curele de transmisie cu secțiunea hexagonală
- Curele de transmisie trapezoidale multiple
- Curele de variator
- Curele late
- Curele Poli V sau cu caneluri longitudinale
- Curele sincrone